# Jan Koster (taalkundige)
Jan Koster (Delft, 8 juli 1945) is een Nederlands taalwetenschapper en emeritus hoogleraar aan de Rijksuniversiteit Groningen.

## Biografie
Koster studeerde Neerlandistiek aan de Universiteit van Amsterdam waar hij in 1972 cum laude afstudeerde in de richting taalkunde. Zes jaar later promoveerde hij aan dezelfde universiteit, eveneens met de hoogste lof, op het proefschrift Locality Principles in Syntax. In 1976 was hij als onderzoeker verbonden aan het Massachusetts Institute of Technology waar hij samenwerkte met onder meer Noam Chomsky en Ken Halle. Hij werd aldus een van de wegbereiders in Nederland voor de zogenoemde generatieve taalkunde, een stroming binnen de taalkunde die grote precisie nastreeft bij het beschrijven van grammaticale verschijnselen en die ervan uitgaat dat grammaticaliteit is aangelegd in het brein. Koster was een van de initiatiefnemers tot de oprichting van Generative Linguistics in the Old World (GLOW).
Koster werd in 1985 benoemd tot hoogleraar aan de Rijksuniversiteit Groningen met als leeropdracht Algemene Taalwetenschap en Wijsbegeerte der Taal. Met Frans Zwarts wist hij de Groningse taalkunde uit te bouwen tot een internationaal centrum van onderwijs en onderzoek. Samen met Jan Hanford was hij in de vroege dagen van het internet de drijvende kracht achter The J.S. Bach Homepage.